# Buchnera nigricans
Buchnera nigricans là loài thực vật có hoa thuộc họ Cỏ chổi. Loài này được (Benth.) Skan mô tả khoa học đầu tiên năm 1906.